# День белька
День белька — праздник, который отмечается международным экологическим сообществом 15 марта; праздник посвящён защите детенышей гренландского тюленя.
Бельки – детеныши гренландского тюленя – являются объектом охоты уже многие десятилетия, прежде всего, из-за своего прекрасного меха. Именно спрос на этот мех, чаще всего продиктованный модными веяниями, а не насущной необходимостью, толкает человека на уничтожение этих зверьков в огромном количестве. Еще несколько лет назад его можно было легально продать в Европе, России, Китае и многих других странах.
Гренландские тюлени водятся в Северной Атлантике, Белом, Баренцевом, Карском и Гренландском морях.
Бельки долгое время являлись объектом охоты. Жестокость и экономическая бессмысленность белькового промысла стали очевидны ещё в прошлом веке, благодаря многолетней работе Международного фонда защиты животных IFAW.
15 марта 2009 года Международный фонд защиты животных IFAW провел самую крупномасштабную кампанию в защиту тюленей в России — в 25 городах в этот день прошли митинги под единым лозунгом «Не бей лежачего!» с требованием прекратить кровавый и бессмысленный промысел детенышей гренландских тюленей на Белом море. Кампания прошла с беспрецедентным успехом.
Промысел гренландского тюленя возрастом до одного года был запрещен в феврале 2009 года.
Фонд IFAW впервые инициировал международную кампанию по полному запрету охоты и отлова детенышей гренландского тюленя в Канаде в 1969 году. В России эта кампания была запущена в 1995 году.
В 2009 году также по инициативе IFAW российские суда стали обходить залежки тюленей в Белом море, чтобы не травмировать их.
Также 15 марта рассматривается, как день детёныша Байкальской нерпы -- пресноводного млекопитающего, детёныши которого тоже белого цвета при рождении. После линьки цвет меняется на серебристый, а потом на тёмный (тёмно-бурый). Из-за меха детёныши Байкальской нерпы подвергаются истреблению. То есть 15 марта это просто День Защиты бельков -- детёнышей ластоногих.